# Hexatoma japonica
Hexatoma japonica är en tvåvingeart som beskrevs av Alexander 1922. Hexatoma japonica ingår i släktet Hexatoma och familjen småharkrankar. Inga underarter finns listade i Catalogue of Life.